# Rozmyślania (książka Antoniego Langego)

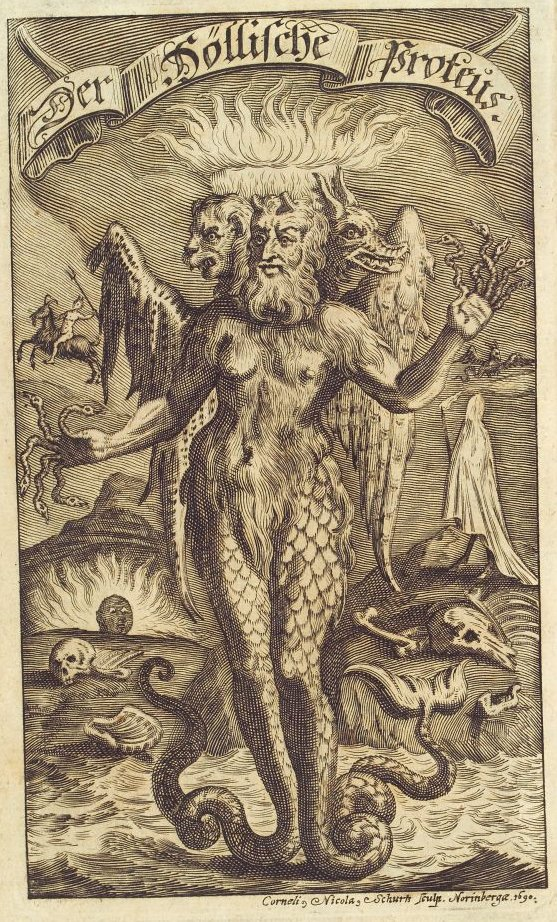
Proteusz, jedno z parte-parole podmiotu lirycznego Rozmyślań

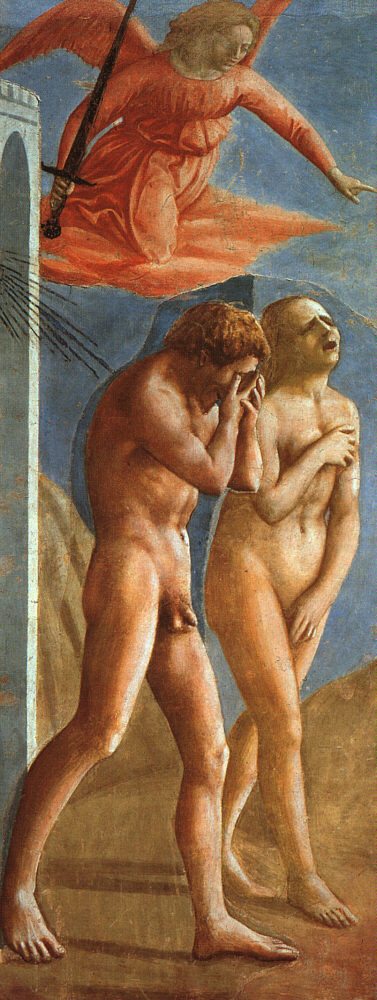
Wygnanie z raju, Masaccio. Biblijne wygnanie z raju stanowi w wierszach Langego symbol kondycji ludzkiej

Rozmyślania lub Rozmyślania. Seria I – pisany przez całe życie, "szczelnie izolowany od ówczesnej rzeczywistości" nieukończony cykl 56 wierszy filozoficzno-refleksyjnych Antoniego Langego, który ukazał się drukiem w Krakowie w 1906. Na przestrzeni lat kompozycja Rozmyślań była różnorako określana, min. jako młodopolski odpowiednik antycznego poematu filozoficznego, pamiętnik poetycki całego pokolenia czy traktat filozoficzny zapisany językiem poezji.
Głównym motywem spajającym wiersze cyklu jest przeczucie unio mystica w cierpieniu ludzkim. Jak napisała o Rozmyślaniach Maria Podraza-Kwiatkowska, "są to proste, przejmujące wiersze o samotności człowieka, o przemijaniu, o życiu, które jest tylko przejściowym więzieniem dla duszy. Wiele z tych wierszy mówi także o śmierci: w najbardziej znanym z nich [XXXIII] podejmuje Lange koncepcję człowieka-skazańca, wprowadzając jednocześnie (...) element etyczny. Ważna to innowacja w ujęciu motywu śmierci".
Mimo iż za życia autora zbiór ukazał się drukiem bibliofilskim w liczbie zaledwie 147 egzemplarzy, zdaniem badaczy stanowi on najwybitniejsze osiągnięcie poetyckie autora. Jego kontynuacją są Rozmyślania. Z nowej serii (1928).
Tytuł cyklu nawiązuje do Rozmyślań Marka Aureliusza oraz poematu Night Thoughts Edwarda Younga.

## Informacje ogólne
Wiersze składające się na całość Rozmyślań − a więc również "nowej serii" − pisane były niemal przez całe twórcze życie autora, od około roku 1890 do końca lat 20 XX wieku. Niektóre z tych utworów ukazały się drukiem już w pierwszym zbiorze wierszy Langego, w Poezyach z 1895 (tom I) oraz 1898 (tom II). Prawdopodobnie Rozmyślania miały być wówczas utworem analogicznym do nigdy nie ukończonych, ani nie wydanych Wizyj oraz Przekleństw, podejmujących podobne wątki tematyczne, lecz na sposób bardziej spirytystyczny w przypadku pierwszego oraz ontologiczny − w przypadku drugiego.
Pierwsze książkowe wydanie Rozmyślań miało miejsce w Krakowie w 1906, licząc zaledwie 147 egzemplarzy nakładu bibliofilskiego.
Przed śmiercią Lange przygotowywał jednak reedycję Rozmyślań, którą wzbogacić miał o nowe utwory.
Wiersze wchodzące w skład Rozmyślań odznaczają się różnorodnością gatunkową i stylistyczną. Najczęściej autor korzysta z wiersza regularnego np. sonetu, pieśni czy nawet lirycznego dialogu, choć pojawiają się również dwa wiersze wolne.
Filozoficzny ton Rozmyślań skłania do postrzegania Langego jako klasycystę. Cykl łączono również z poetyką dekadentyzmu, symbolizmu oraz parnasizmu.

## Bohater cyklu
Rozmyślania jako jeden z niewielu utworów Langego (pomimo pewnej formy traktatu filozoficznego) stanowi wyraz osobistych przeżyć autora. Mimo to bohater wierszy cyklu często przybiera postać uniwersalnego człowieka ("Duch pierworodny – czysty – jednolity"), innym zaś razem dopuszcza się pewnych interkulturowych kreacji, min. na wzór Proteusza w wierszu wolnym XLVIII, a także Peer Gynta, Latającego Holendra czy Żyda Wiecznego Tułacza (III, XXXI oraz XLVI), który poszukuje duchowych obszarów określanych jako Atlantydy czy Eldorado. Pod różnymi postaciami, najczęściej mitologicznymi, wyobrażany zostaje również stan szczęśliwości (spotkanie z Kirke i Eeją) czy cierpienia (Hamlet, Norwegia). W wierszach tych śmierć przedstawiona zostaje za pomocą symbolu Ponte dei Sospiri bądź Canal Grande, odzyskany Raj jako biała Grecja czy żelazna Roma a niebiańska kochanka (pewne zbieżności z koncepcją miłości w myśli Emanuela Swedenborga) jako Lilia czy Lilla z XII. Kilkakrotnie pojawia się również motyw Nirwany.

## Problematyka dzieła

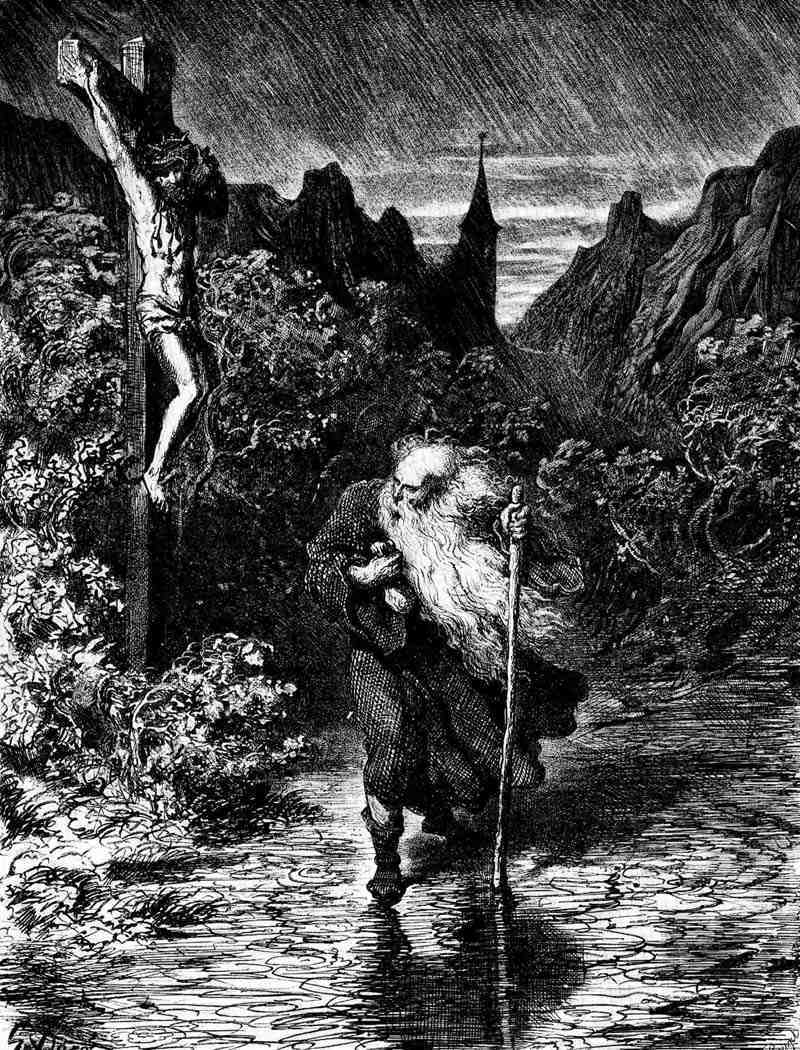
Żyd Wieczny Tułacz na rycinie Gustave Doré

Treść Rozmyślań jako całości prezentuje dość szerokie spektrum problematyczne skupiające się wokół skrajnych doświadczeń egzystencjalnych związanych z kondycją ogólnoludzką. W analizie poglądów filozoficznych Langego posłużyć się można następującym podziałem:
- Śmierć
- Rozpacz
- Samotność
- Szczęście
- Miłość

### Śmierć
Ze wszystkich rzeczy, które są w naturze,
Śmierć mię dziś jedna swym urokiem nęci.
Śmierć stanowi punkt centralny refleksji filozoficznej Rozmyślań, do niej też sprowadzają się wszystkie inne wątki i tematy cyklu. Stanowi to poniekąd konsekwencję antycznego pojmowania istoty filozofii, którą Platon w Fedonie określił jako "pamiętanie o śmierci" ("troskę o śmierć"), melete thanatou − poniekąd zaś odpowiedź na dekadenckie tęsknoty za kresem bytu oraz fin de siècle'owy nihilizm.

### Rozpacz
Czasami się w pół nocy budzi przerażony
Duch ludzki.

### Samotność
Dusze ludzkie, samotnice wieczne,
Samotnice, jak planety błędne.
Problem samotności stanowi u Langego istotę egzystencji ludzkiej, zarówno w świecie doczesnym jak i wiecznym. Poeta okazuje się być tutaj prekursorem refleksji charakterystycznych dla kształtującego się dopiero XX-wiecznego egzystencjalizmu, który postulował, że "żyć to być samotnym. Nikt nie zna drugiego człowieka, każdy jest sam" (Hermann Hesse).

### Szczęście

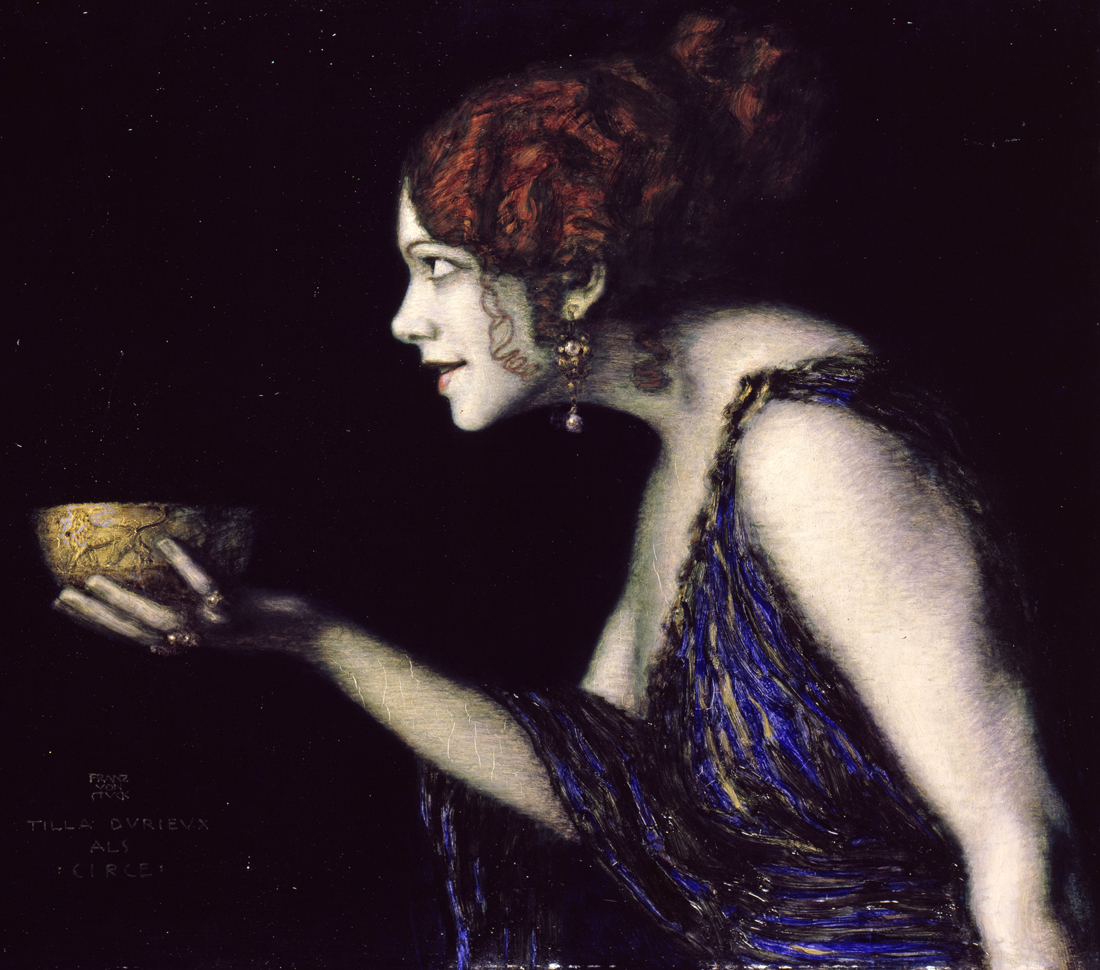
Mitologiczna Kirke − jeden z symboli miłości u Langego

Niechaj ziemia stanie ci się rajem,
Niechaj dobre strzegą cię anioły!
Problematyka szczęścia w Rozmyślaniach została potraktowana najmniej dosłownie. Wyjątki stanowić mogą dwa wiersze cyklu: XLVII (Orkany wyły...) oraz XVI, które bezpośrednio mówią o osiągniętym stanie radości bądź jego przeczuciu. W koncepcji Langego szczęście zawsze i nierozłącznie związane jest z cierpieniem (na przykład XLV (Hej, gdzie kres...)); twórcze cierpienie stanowi bowiem motywację do "odgadywania" zapomnianego ładu (aluzja do raju utraconego z Księgi Rodzaju), szczęście jest zaś stanem bliskości jednostki ludzkiej z owym ładem samym w sobie (być może tożsamym z Bogiem). W wierszu XXX napisał autor: "Życie zagadką ci jest, lecz za dni żywota żaden ci duch tajemnicy owej nie rozmota". Z kolei w LV czytamy: "spowiedź moja nie jest spowiedzią niemocy, lecz piekłem, gdzie się w ogniu spiżują prorocy". Lange pozostaje tu pod wyraźnym wpływem filozofii Friedricha Nietzschego, zwłaszcza odnośnie do resentymentu, nadczłowieka oraz podziału na moralność panów i moralność niewolniczą. W koncepcji tej warszawski poeta rozwija ponadto myśl mistyczną epok wcześniejszych, min. "zdobywanie Edenu" Emanuela Swedenborga, "noc ciemną duszy" św. Jana od Krzyża czy barokowe wyobrażenia życia ludzkiego jako wiecznej walki (choćby sonet Mikołaja Sępa Szarzyńskiego O wojnie naszej, którą wiedziemy z szatanem, światem i ciałem).

### Miłość
Wszystko przyrodzenie
Żyje miłością. Tylko syn człowieka
Wciąż za nią goni i od niej ucieka.
Miłość w Rozmyślaniach jest stanem egzystencjalnym bezpośrednio wywodzącym się z idealizmu w duchu Platona, zupełnie pozbawionym wszelkich znamion przypadkowości, stanowiącym nową (wyższą) formę świadomości egzystencjalnej człowieka. W ujęciu Langego jej podstawą jest przeczucie "rzeczywistości metafizycznej" ukochanej osoby (XXXIV (Tak mi jakoś się wydaje...)). Trudno przy tym jednoznacznie określić, czy chodzi tu o "szczególną idealizację" Władimira Sołowjowa, o atmana z upaniszady Bryhadaranjaka, czy też o stan intelektualny, który ukochanej osobie nadaje wymiar Absolutny. Jednocześnie miłość w swojej ziemskiej realizacji pozostaje niespełniona, tym samym wywołując w bohaterze wierszy poczucie osamotnienia i rozpaczy. Jednym z erotyków cyklu jest wiersz XVII (Możem Cię nigdy nie kochał tak szczerze...), który w nakreślonym obrazie tragicznego rozłączenia kochanków przywołuje romantyczną koncepcję unii dusz, pomimo fizycznego i duchowego oddalenia wierząc w mistyczne porozumienie ("Jeżeli ludzie mogą się z oddali porozumiewać – a wierzę, że mogą"), które objawić miałoby się na "mgnienie pożegnalne" (być może chodzi tu o krótki moment śmierci dawnej egzystencji, jak to zostało rozwinięte w późniejszej Mirandzie, być może zaś o pozaziemską rzeczywistość człowieka). Wizję tę dopełnia wiersz XII (O Lillo moja, jeśli tam u Boga...) stanowiący formę błagalnej modlitwy do personifikacji doskonałej miłości o wstawiennictwo u Boga oraz uwolnienia od "życiowego łańcucha" tożsamego z poczuciem braku oraz połowiczności. Ów kategoria "połowiczności" ludzkiego istnienia odnosi się bezpośrednio do dobrze znanych u schyłku XIX wieku iluminacji Emanuela Swedenborga czy Władimira Sołowjowa mówiących o kobiecie i mężczyźnie jako o dwóch połówkach jednego anioła. Pomimo cierpienia związanego z niespełnieniem bądź niemożliwością pełnego spełnienia miłości w doczesnym życiu, refleksja Langego już samemu przeczuciu boskiej miłości u człowieka nadaje rangę klucza do życia wiecznego (XXXIV (Tak mi jakoś się wydaje...)).
Wiersz XXII (A kto te oczy widział...) porusza z kolei temat miłości zmysłowej kreśląc mistyczną Jedność pomiędzy Naturą oraz światem pozazmysłowym a erotycznym zachwytem nad obiektem miłości.